# Kramat (Karangmoncol)
Kramat is een bestuurslaag in het regentschap Purbalingga van de provincie Midden-Java, Indonesië. Kramat telt 3559 inwoners (volkstelling 2010).